# لوني بيرين
لوني بيرين (بالإنجليزية: Lonnie Perrin)‏ هو لاعب كرة قدم أمريكية أمريكي، ولد في 3 فبراير 1952 في نورفولك في الولايات المتحدة.

## وصلات خارجية
- لوني بيرين على موقع مرجع كرة القدم المحترفة.كوم (الإنجليزية)